# Ernst Kofler-Truniger
Ernst Kofler-Truniger (* 1903 in Brienz; † 14. Juli 1990) war ein Schweizer Kaufmann, Kunstsammler und Kunsthändler.

## Leben
Ernst Kofler-Truniger absolvierte das Wirtschaftsgymnasium in Luzern und eine kaufmännische Lehre. Er war in der Modebranche tätig und führte das 1852 gegründete Modehaus Kofler in Luzern.
Mit seiner Ehefrau Martha (Marthe) Kofler-Truniger (1918–1999) trug er eine umfangreiche Kunstsammlung zusammen. 1968 verkaufte er das Familiengeschäft und begann Kunst zu verkaufen. 1970 erwarb Edmund de Unger für seine Keir Collection die mittelalterlichen Emailarbeiten der Sammlung.